# Tommaso Campanella

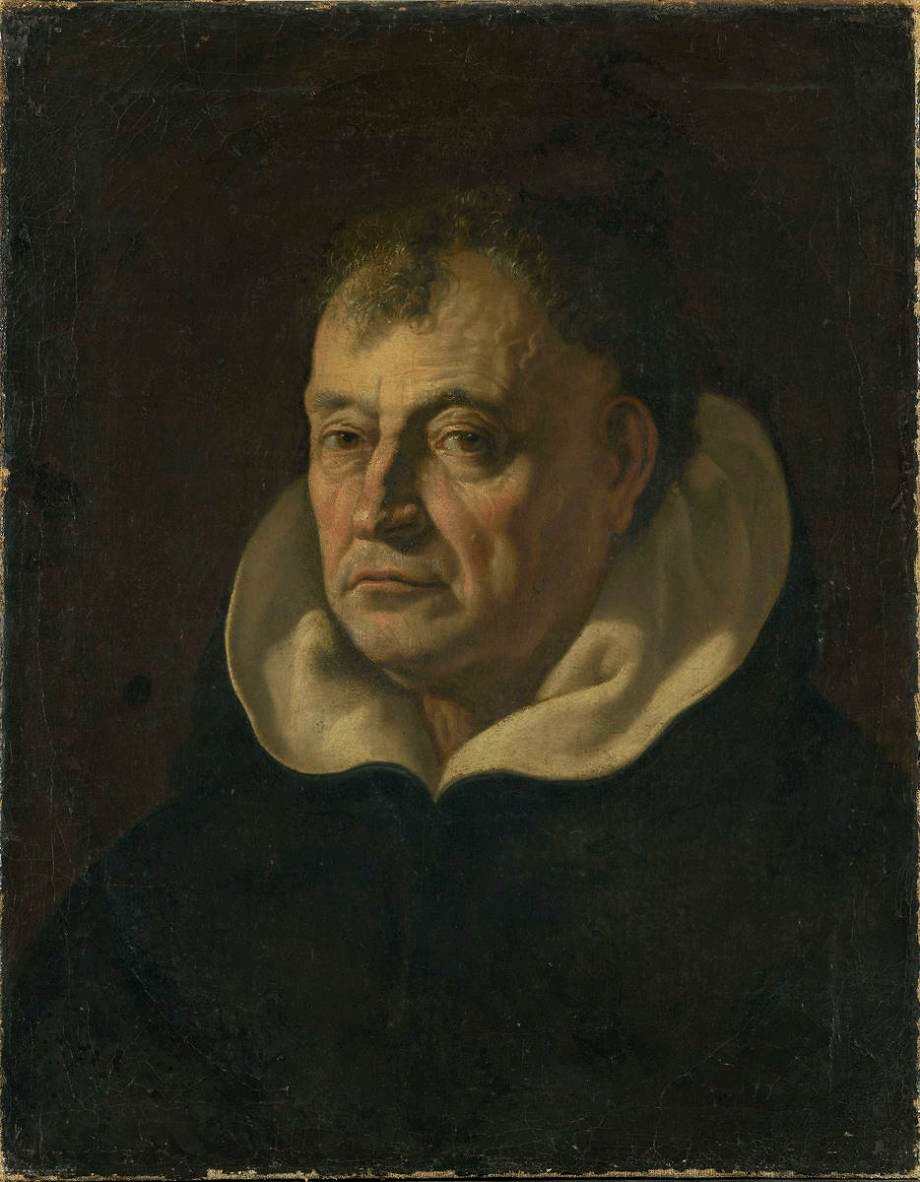
Francesco Cozza: Porträt von Tommaso Campanella, um 1638

Tommaso Campanella (* 5. September 1568 in Stilo, Kalabrien als Giovanni Domenico Campanella; † 21. Mai 1639 in Paris) war ein italienischer Philosoph, Dominikaner, neulateinischer Dichter und Politiker.
Campanella entwarf 1602 in La città del Sole (lateinisch Civitas solis, deutsch Der Sonnenstaat) die Utopie eines Gemeinwesens mit Zügen der spanischen Universalmonarchie, des Katholizismus, des Sozialismus (kein Privateigentum) und Anteilen aus der platonischen Staatsphilosophie (z. B. Weibergemeinschaft, Herrschaft der Wissenden, der Philosophen oder die Gelehrtenrepublik).

## Leben

### Kindheit und Jugend in Kalabrien
Campanella wurde am 5. September 1568 in Stilo im südlichen Kalabrien geboren und sieben Tage später auf den Namen Giovanni Domenico getauft. Aus einfachsten Verhältnissen stammend, sein Vater war Schuster, fiel er schon als Kind durch eine außergewöhnliche Intelligenz und Aufnahmefähigkeit sowie ein phänomenales Gedächtnis auf. Seine Familie plante für ihn eine juristische Laufbahn, Giovanni Domenico indes begeisterte sich für Leben und Werk der großen Theologen Albertus Magnus und Thomas von Aquin und trat schließlich, veranlasst durch die Predigten eines Dominikaners, in diesen Orden ein. Er verbrachte das Probejahr im Dominikanerkonvent im nahegelegenen Placanica und nahm dort den Ordensnamen Tommaso an. Im Frühjahr 1583 begann er seine Novizenzeit im Convento dell’Annunziata in San Giorgio Morgeto mit dem Studium der aristotelischen Schriften über Logik, Physik und Metaphysik sowie der arabischen Kommentatoren. Anlässlich der Einsetzung des sechsten Barons zu San Giorgio, Giacomo II. Milano, knüpfte Campanella Kontakte zur Adelsfamilie der Tufo, von der er in späteren Jahren unterstützt wurde. Im Herbst des Jahres 1586 wurde er nach Nicastro in den Convento dell’Annunziata versetzt, um dort seine Ausbildung in der Philosophie fortzusetzen; im Sommer 1588 wechselte er nach Cosenza über.
Hier lernte er erstmals die Schrift De rerum natura iuxta propria principia libri IX (Neapel 1586) des Bernardino Telesio (1509–1588) kennen, der eine von Aristoteles unabhängige Naturphilosophie auf der Grundlage seiner eigenen Erkenntnistheorie vertrat, in der sinnlicher Erfahrung eine Schlüsselrolle zukommt. Die gegen traditionelle scholastische Ansichten gerichtete Schrift des Cosentinischen Naturphilosophen begeisterte den jungen Tommaso, der seine Bewunderung für Telesio das ganze Leben über bewahrte. Es gelang Campanella indes nicht mehr, mit Telesio persönlich zusammenzutreffen, da dieser bereits im Oktober 1588 in Cosenza verstarb. Möglicherweise als Strafmaßnahme für das unbotmäßige Interesse an den Schriften Telesios wurde Campanella noch im selben Jahr in den abgelegenen Konvent Altomonte versetzt. Indessen fügte er sich in Altomonte nicht in die klösterliche Abgeschiedenheit, sondern knüpfte Kontakte zu mehreren in der Umgegend ansässigen Adeligen, Ärzten und gebildeten Laien, durch deren Vermittelung er wohl erstmals mit hermetischen und kabbalistischen Schriften in Berührung kam. In dieser Umgebung entstand seine erste große Schrift Philosophia sensibus demonstrata, in der er die Lehren Telesios verteidigte. Ende des Jahres 1589 verließ Campanella – ohne Genehmigung seiner Oberen und angeblich in Begleitung eines mysteriösen Rabbi Abraham – das Kloster Altomonte und begab sich nach Neapel, wo er im Kloster San Domenico Maggiore Unterkunft fand, bis er 1590 Quartier im Stadtpalast des Grafen Mario del Tufo nahm und dort wohl als Hauslehrer diente. In Neapel vermochte sich Campanella im Umfeld gelehrter Persönlichkeiten eigenen Studien zu widmen, bis er im Mai 1592 bei einem Besuch des Klosters San Domenico unter der Anschuldigung festgesetzt wurde, Umgang mit Dämonen zu pflegen; späterhin wurde ihm vorgeworfen, in der zwischenzeitlich zum Druck gelangten Schrift Philosophia sensibus demonstrata (Neapel 1591) häretische Ansichten vertreten zu haben. Man machte ihm einen Prozess, der mit der Auflage endete, unverzüglich nach Altomonte zurückzukehren.

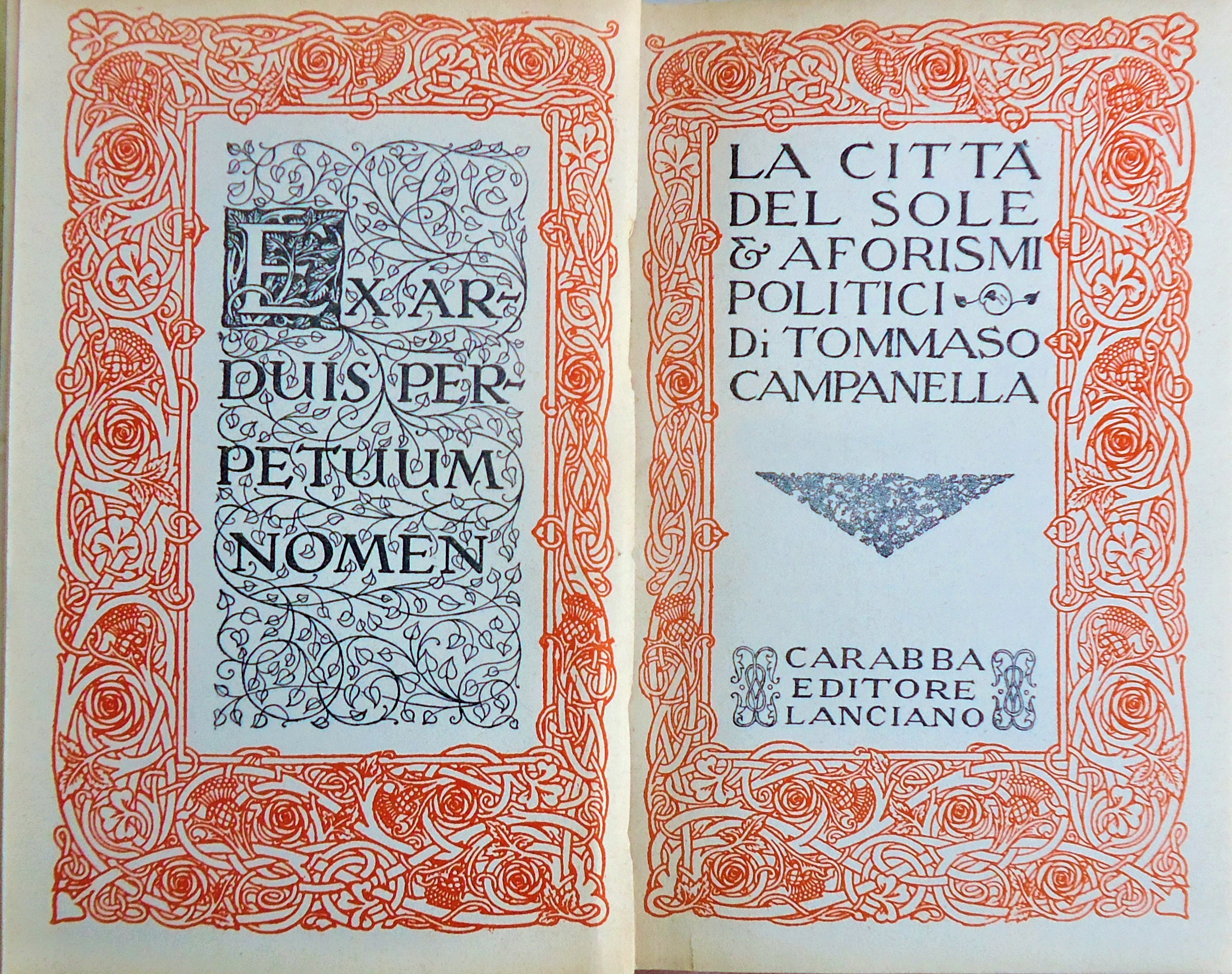
Tommaso Campanella, La Città del Sole, Carabba, 1915

### Aufenthalt in Norditalien
Campanella unterwarf sich jedoch nicht diesem Urteil, sondern floh am 5. September 1592 nach Norden in der Hoffnung, eine Anstellung an einer der toskanischen Universitäten Pisa oder Siena zu erhalten. Er hielt sich einige Wochen in Rom auf, bevor er sich nach Florenz begab, wo er am 2. Oktober von Großherzog Ferdinand I. empfangen wurde. Obgleich er freundlich aufgenommen wurde und eine finanzielle Unterstützung erhielt, blieb Campanella die erhoffte Anstellung versagt, so dass er Florenz am 16. Oktober verließ und weiter nach Norden zog. Ende des Jahres 1592, als Campanella sich im Konvent San Domenico zu Bologna aufhielt, wurden ihm sämtliche, in den letzten Jahren niedergeschriebenen Entwürfe zu philosophischen Schriften von Agenten der Inquisition geraubt. Im Januar 1593 gelangte er nach Padua, wo er sich ein Jahr lang aufhielt. Dort machte er die Bekanntschaft Galileo Galileis, mit dem er zeit seines Lebens einen regen Briefwechsel pflegte.
Im Frühjahr 1594 wurde Campanella zusammen mit zwei Freunden in Padua von der römischen Inquisition unter einem Vorwand verhaftet. Am 11. Oktober wurden sie in das Gefängnis nach Rom verlegt, da am 30. Juli Freunde von Campanellas Mitgefangenen einen Befreiungsversuch initiiert hatten, der jedoch gescheitert war. Gegen Campanella wurden – unter anderem auf Grundlage der ihm in Bologna entwendeten Manuskripte – erneut Häresievorwürfe erhoben, die er jedoch trotz mehrmaliger Folterungen nicht eingestand und durch geschickte Verteidigung teilweise entkräften konnte. Die Haftzeit in Rom endete schließlich am 16. Mai 1595, als er seinen Irrtümern öffentlich abschwor und danach im Dominikanerkloster San Sabina in den Abruzzen bis zum Ende des Jahres 1596 unter Hausarrest stand. Nach seiner Rehabilitation kehrte Campanella nach Rom zurück, wurde jedoch aufgrund der Denunziation eines aus Stilo gebürtigen und in Neapel zum Tode verurteilten Verbrechers namens Scipio Prestinace am 5. März 1597 erneut verhaftet. Erst am 17. Dezember setzte man Campanella wieder auf freien Fuß, unter der Auflage, unverzüglich nach Kalabrien zurückzukehren.

### Kalabrische Revolte
Auf der Reise nach Süden verweilte er im Frühjahr 1598 einige Wochen in Neapel, wo er zahlreiche Bekannte aus der Zeit seines ersten Aufenthaltes besuchte, und zog dann weiter nach Nicastro. Am 15. August 1598 kehrte er nach Stilo in den Dominikanerkonvent San Maria in Gesù zurück. Dort wurde er im Frühjahr 1599 in eine Verschwörung verwickelt, die sich gegen die spanische Herrschaft in Süditalien und den katholischen Klerus richtete. Ziel der geplanten Revolte – die auf die Unterstützung durch den Landadel, unzufriedene Kleriker sowie einen osmanischen Korsaren baute – war die Errichtung einer brüderlichen Gemeinschaft ohne privaten Besitz, ähnlich wie sie Campanella später in der utopischen Schrift Der Sonnenstaat (Civitas solis, gedr. Frankfurt 1623) darstellte. Campanella unterstützte, wohl aus einem messianischen Sendungsbewusstsein heraus, die Verschwörer, indem er in chiliastischen Predigten das baldige Ende aller weltlicher Herrschaft prophezeite und zwischen den rivalisierenden Verschwörergruppen vermittelte. Die Revolutionäre wurden jedoch bereits am 10. August 1599 an die Spanier verraten, Campanella selbst am 17. August bei der Inquisition angezeigt. Obgleich er unverzüglich aus dem Stileser Konvent flüchtete und sich versteckt hielt, wurde er am 6. September aufgespürt, mit 155 Mitverschwörern am 8. November nach Neapel verschifft und dort im Castel Nuovo eingekerkert.

### Haftzeit in Neapel
Nachdem die von der Inquisition angestrebte Auslieferung der in den Aufstand verwickelten Kleriker nach Rom nicht zustande gekommen war, begann am 18. Januar 1600 in Neapel der Hochverratsprozess gegen Campanella, in dessen Verlauf er unter schwersten Foltern ein volles Geständnis ablegte und daher mit dem Todesurteil zu rechnen hatte. Nach seiner Folterung zeigte er jedoch Anzeichen starker geistiger Verwirrung und legte am 2. April in seiner Zelle ein Feuer, dem er beinahe selbst zum Opfer fiel. Auch während des ersten Verhörs seines Häresieprozesses am 17. Mai 1600 erwies sich Campanella als nicht zurechnungsfähig und war trotz wiederholter Folterungen nicht geständig. Da eine daraufhin angeordnete ärztliche Untersuchung Campanellas Wahnsinn bestätigte, konnte er nach damaliger Rechtsauffassung nicht zum Tode verurteilt werden. Die Todesstrafe wurde am 13. November 1602 in eine lebenslange Haftstrafe umgewandelt. Zu diesem Zeitpunkt hatte sich Campanellas Zustand bereits wieder soweit gebessert, dass er in der relativ milden Haft mehrere Schriften verfassen konnte, darunter Civitas Solis. Seine Haftbedingungen verschlechterten sich jedoch im Juli 1604, als er in ein unterirdisches Verlies des Castel Sant’Elmo verlegt und in Eisen geschlagen wurde. Dort musste er bis zum April 1608 bleiben. Hier schrieb er 1605 auch sein Buch „Monarchia Messiae“, in dem die wirtschaftlichen Vorteile einer europäischen Völkergemeinschaft dargestellt wurden.

„[…] Wenn nur einer regierte, würden Feindschaft, Ehrgeiz und Habsucht in der Welt aufhören ... Auch Hungersnot würde es nicht mehr geben, da nicht alle Gegenden gleichzeitig unfruchtbar sein können. Wenn einige Mangel leiden, herrscht in anderen Überfluß. Wenn also alle unter der Hut eines einzigen Fürsten stünden, würde er befehlen, daß Lebensmittel aus den Gegenden, in denen Überfluß herrscht, in diejenigen, welche darben, gebracht würden wie früher aus Ägypten nach Italien und aus Afrika nach Sizilien. Es würde wegen Nahrungsmangels weder Sterblichkeit noch Krieg mehr geben, noch Habgier zwischen ausländischen Käufern und Verkäufern.“

Auf Betreiben einflussreicher Freunde wurde er in die mildere Haft im Castel dell’Ovo verlegt. Hier hatte Campanella erneut Gelegenheit zu schreiben und Besucher zu empfangen, bis er im Oktober 1614 wieder in das Castel Sant’Elmo gebracht wurde. Im Sommer 1616 trat Pedro, Herzog von Osuna, sein Amt als Vizekönig zu Neapel an. Aus einer gnädigen Laune heraus entließ er Campanella zunächst in die mildere Haft des Castel Nuovo, schickte ihn dann wieder in das Castel Sant’Elmo zurück und ließ ihn erst im April 1618 in das Castel Nuovo verlegen, wo Campanella bis zu seiner Freilassung verblieb. Während der Haftzeit erschienen mehrere Bücher Campanellas auf der Grundlage von Manuskripten, die von Freunden und Besuchern nach Deutschland gebracht worden waren; so Prodromus philosophiae instaurandae (Frankfurt 1617), De sensu rerum et magiae (Frankfurt 1620), Von der Spanischen Monarchy (o. O. 1620 u. 1623) und Realis philosophiae epilogisticae partes quatuor (Frankfurt 1623).

### Freilassung und Zeit in Rom

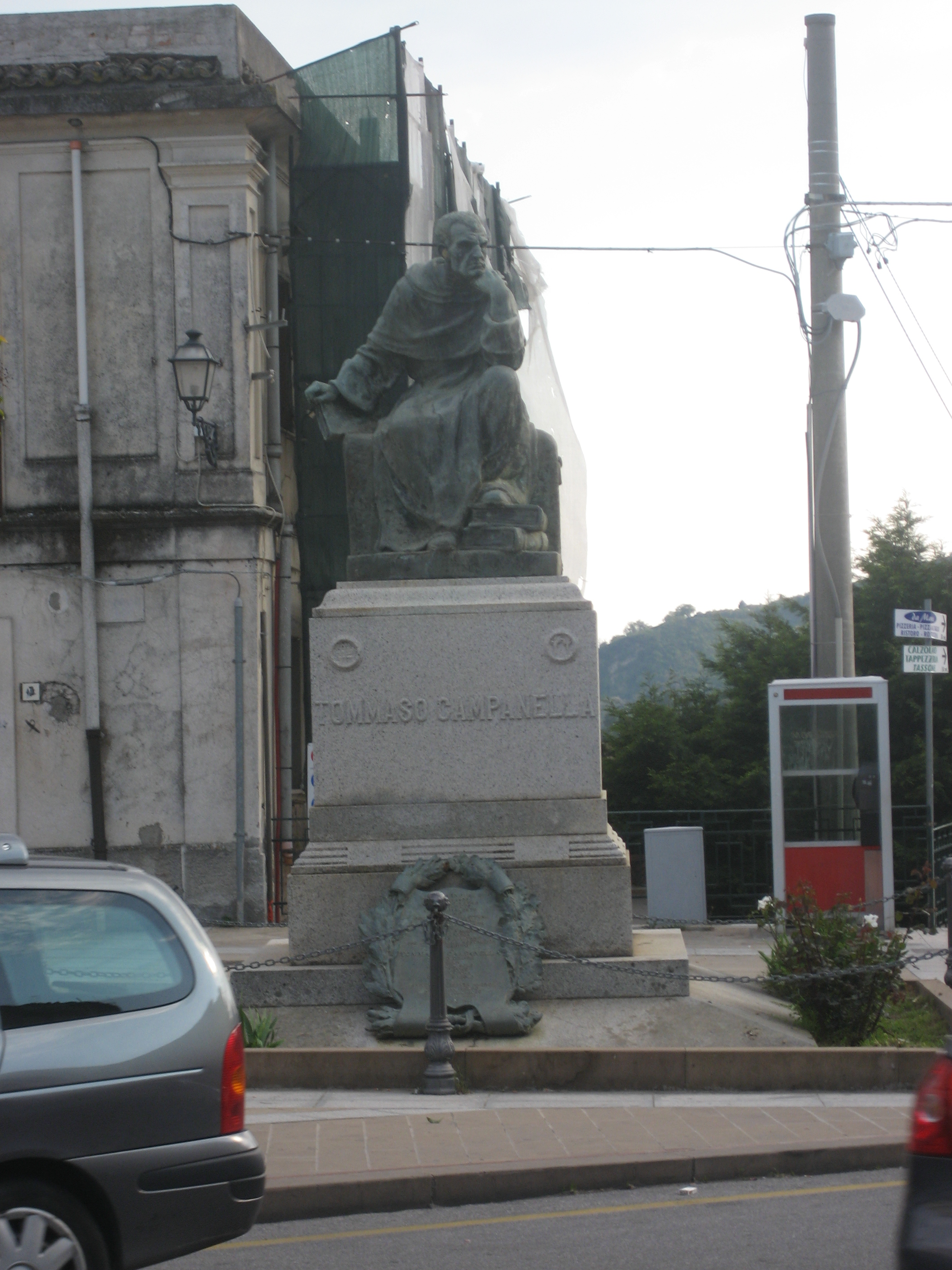
Statue von Tommaso Campanella in Stilo

Am 23. Mai 1626 wurde Campanella nach fast 27-jähriger Haft vom spanischen Vizekönig in die Freiheit entlassen. Diese Begnadigung war das Ergebnis von Campanellas unablässigem Kampf um Freilassung, auf die er mit zahllosen Schreiben an Freunde und einflussreiche Persönlichkeiten – von lokalen Beamten bis hin zu Kaiser Ferdinand II. – sowie mit einer ungeheuren schriftstellerischen Tätigkeit hingearbeitet hatte, durch die er sich die Aufmerksamkeit einflussreicher Kreise versichert hatte. Nach seiner Begnadigung lebte er einen Monat im Neapolitanischen Konvent San Domenico, bis die Römische Inquisition, nachdem sie von seiner Freilassung erfahren hatte, seine Festnahme veranlasste und ihn nach Rom verschleppte. Dort traf er am 8. Juli 1626 ein und verbrachte weitere zwei Jahre unter strengem Hausarrest, während das Sant’Uffizio seine theologischen Abhandlungen Atheismus triumphatus (gedruckt Rom 1631), Quod reminiscentur (gedruckt Padua 1639) und Monarchia Messiae (gedruckt Jesi 1633) auf häretische Inhalte überprüfte. Am 27. Juli 1628 wurde ihm loco carceris eine Zelle im Konvent von Minerva zugewiesen; im August erhielt er seine Manuskripte zurück. Aufgrund des Einflusses seiner römischen Freunde und seines guten Verhältnisses zu Papst Urban VIII. (1623–1644) wurde Campanella am 11. Januar 1629 endgültig rehabilitiert, nachdem er sich von seinen in Deutschland erschienenen Schriften distanziert hatte.
Im Leben Campanellas, der sich nun vorrangig der Veröffentlichung seiner Schriften widmete, trat eine Wende zum Besseren ein: Am 6. April 1629 wurde sein Name aus dem Index getilgt, am 2. Juni wurde ihm der Titel eines magister theologiae verliehen und die Genehmigung zur Gründung einer Akademie mit dem Ziel der Verbreitung der katholischen Lehre erteilt; er galt sogar als Anwärter für einen Kardinalstitel. Indessen erregte dieser kometenhafte Aufstieg Neid und Missgunst innerhalb der Kurie. 1629 lancierten die Neider Campanellas die Veröffentlichung einer in ihrem Sinne abgeänderten Fassung eines von ihm verfassten Manuskriptes zu Astrologicorum libri septem, um ihn bei Papst Urban in Misskredit zu bringen. Hinzu kamen anhaltende Auseinandersetzungen mit der Inquisition über die Glaubenskonformität bestimmter, die Astrologie betreffender Passagen in seinen Schriften. Im Herbst 1631 nahm Campanella in Frascati bei den Padri Scolopì eine Unterrichtstätigkeit wahr und kehrte im Januar 1632 nach Rom zurück, wo er zunehmend für die Interessen des französischen Königs Ludwig XIII. eintrat, in dem er die Zukunft des katholischen Glaubens verkörpert sah.

### Exil in Frankreich
Campanellas Position in Rom wurde weiter geschwächt, als am 15. August 1633 in Neapel der als Schüler Campanellas geltende Dominikaner Tommaso unter dem Vorwurf der Verschwörung gegen die spanische Regierung festgenommen wurde. In Neapel wurde nun die Anschuldigung erhoben, Campanella sei der eigentliche Anstifter dieser Verschwörung und habe unter anderem angeordnet, den Vizekönig sowie zahlreiche Adelige zu vergiften. Als Pignatelli diese Vorwürfe unter der Folter bestätigte – unmittelbar vor seiner Hinrichtung am 6. Oktober 1634 zog er sie indes wieder zurück –, verlangten die Spanier mit Nachdruck die Auslieferung Campanellas in das Königreich Neapel. Campanella, der sich zu diesem Zeitpunkt wieder in Frascati aufhielt, begab sich daher im Herbst 1634 nach Rom in den Palazzo Farnese unter den Schutz des französischen Gesandten. Möglicherweise auf Anraten von Papst Urban selbst, der eine Auseinandersetzung mit den Spaniern um jeden Preis vermeiden wollte, verließ Campanella am 21. Oktober 1634 als Franziskaner verkleidet Rom und ging nach Frankreich ins Exil. Über Livorno und Marseille begab er sich am 1. November nach Aix-en-Provence und suchte dort den Gelehrten Nicolas-Claude Fabri de Peiresc (1580–1637) auf, mit dem er seit längerem in Briefkontakt stand. Von Aix reiste er über Lyon weiter nach Paris, wo er am 1. Dezember im Dominikanerkloster in der Rue St. Honore Quartier bezog. Campanella wurde in Frankreich freundlich aufgenommen, hatte er sich doch in seinen jüngsten Schriften vehement für die Interessen der französischen Monarchie eingesetzt. So wurde er am 13. Dezember 1634 von Kardinal Richelieu empfangen und erhielt am 9. Februar 1635 sogar eine Audienz bei König Ludwig XIII., der ihm eine Staatspension zusicherte, die indes nur zögerlich ausgezahlt wurde.

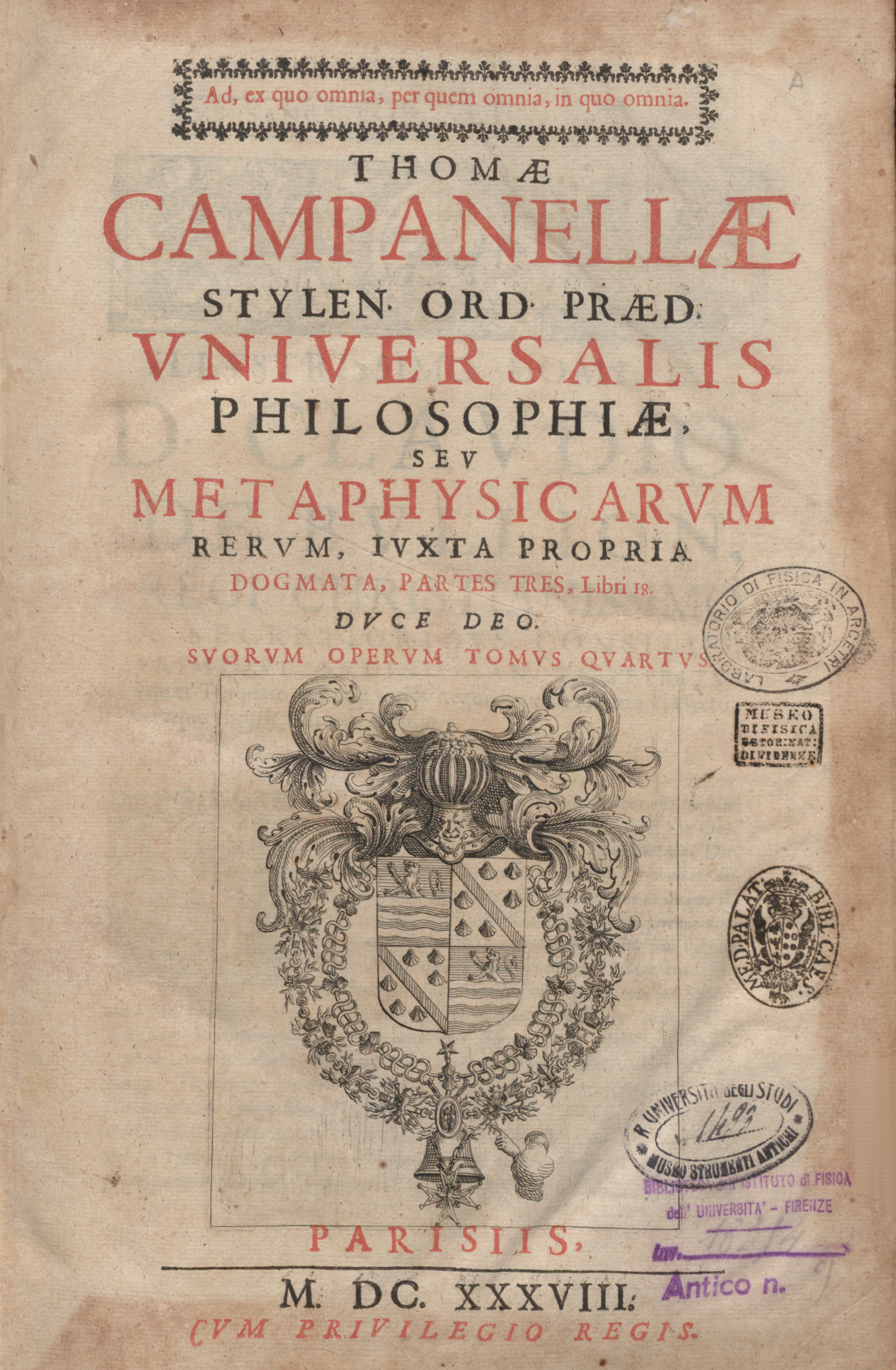
Metaphysica, 1638

Im Pariser Exil widmete sich Campanella – wie zuvor in Rom – vorrangig der Veröffentlichung seiner Werke. So legte er am 2. Mai der Sorbonne mehrere seiner Schriften zur Prüfung vor und bemühte sich in zahlreichen Schreiben nach Rom, die Glaubenskonformität seiner Werke zu beweisen. Weiterhin unterstützte er die französische Politik und setzte sich für die Konversion der Hugenotten ein. Doch auch in Paris war Campanella vor den Anfeindungen seiner römischen Gegner nicht gefeit, welche die Veröffentlichung seiner Schriften hintertrieben, indem sie beispielsweise den Pariser Buchhändlern den Vertrieb seiner Bücher verboten und die Sorbonne gegen Campanella zu beeinflussen suchten. Dessen ungeachtet gelang es Campanella, in Frankreich zahlreiche Schriften zu veröffentlichen, unter ihnen Medicinalium iuxta propria principia libri septem (Lyon 1635), Metaphysica (Paris 1638), Philosophia rationalis (Paris 1638) und Neuauflagen von Atheismus triumphatus (Paris 1636), De sensu rerum (Paris 1636 u. 1637) und Philosophia realis (Paris 1637). Mitte September 1638 wurde der nun bereits siebzigjährige Campanella nochmals an den königlichen Hof gerufen, damit er dem Dauphin ein Horoskop stelle; in dieser als Ecloga (Paris 1639) veröffentlichten Schrift prophezeit er dem späteren Ludwig XIV. eine glanzvolle Zukunft. Am 21. Mai des folgenden Jahres verstarb Tommaso Campanella und wurde in der Kirche Saint Jacques beigesetzt. Sein Grab fiel 1795 den Wirren der Französischen Revolution zum Opfer.

## Werke

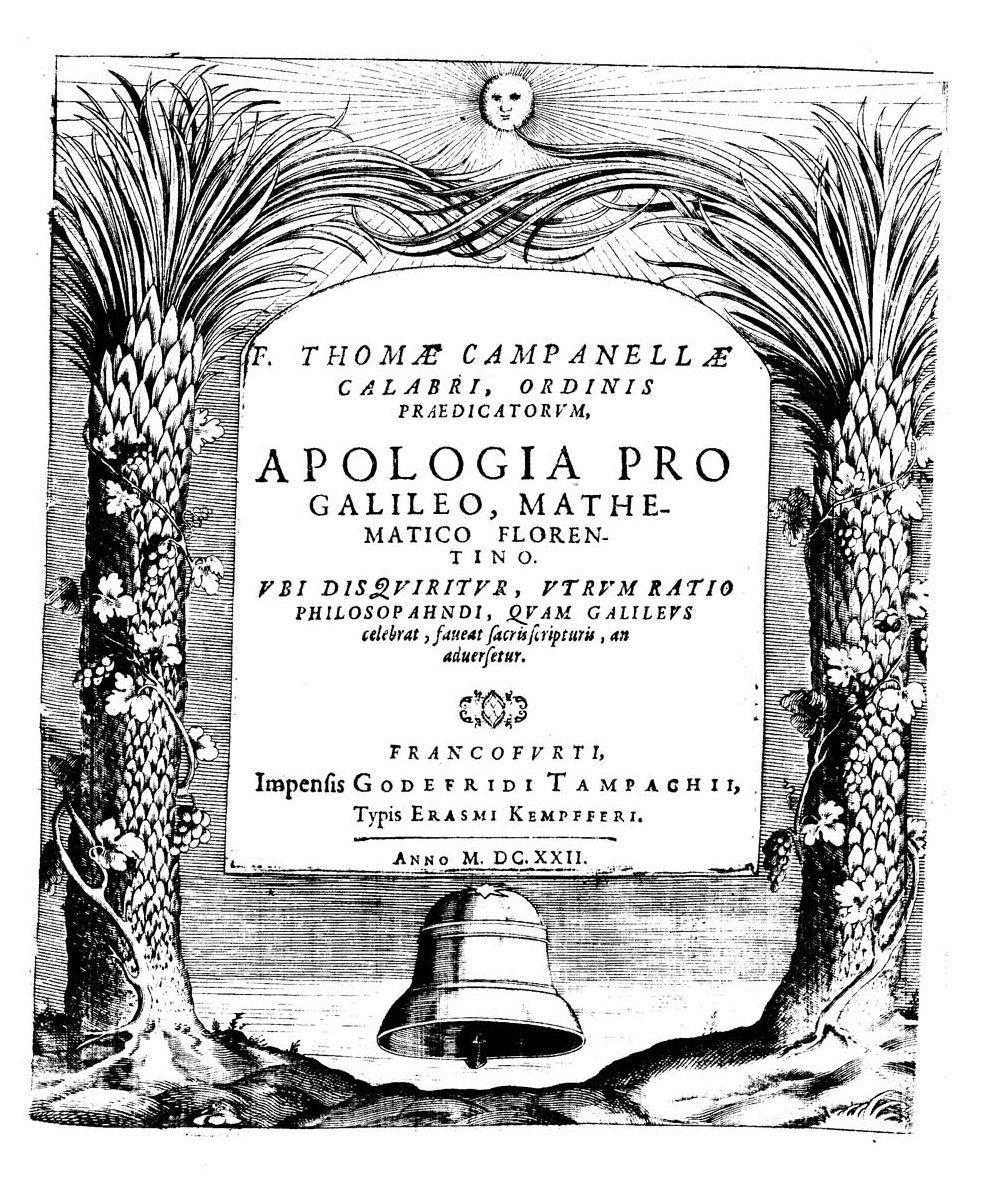
Apologia pro Galileo, 1622

- Philosophia sensibus demonstrata, 1591
- Monarchia Messiae, 1605
- Prodromus philosophiae instaurandae, 1617
- Apologia pro Galileo. Gottfried Tampach, Frankfurt am Main 1622 (Latein, beic.it).
- La città del sole, 1602 (lateinisch Civitas solis, 1623; deutsch Der Sonnenstaat, 1789)
- Atheismus triumphatus, 1631, Paris 1636
- Medicinalium libri. ex officina Ioannis Pillehotte : sumptibus Ioannis Caffin, & Francisci Plaignard, Lugduni 1635 (Latein, beic.it).
- Metaphysica. Band 1. Paris 1638 (Latein, beic.it).
- Metaphysica. Band 2. Paris 1638 (Latein, beic.it).
- Metaphysica. Band 3. Paris 1638 (Latein, beic.it).
- Poesie. Laterza, Bari 1915 (italienisch, beic.it).

## Würdigung
Ernst Bloch widmete Campanella in seinen Leipziger Vorlesungen 1952–1956 Gedanken zur Utopie der sozialen Ordnung und schlug damit einen Bogen zur Moderne. Der 1976 von Nikolai Tschernych entdeckte Hauptgürtelasteroid (4653) Tommaso wurde Tommaso Campanella zu Ehren benannt.

## Moderne Ausgaben
- Thomas Flasch (Hrsg.): Philosophische Gedichte. Klostermann, Frankfurt am Main 1996, ISBN 3-465-02870-8 (italienischer Text und deutsche Übersetzung).
- Germana Ernst (Hrsg.): Sintagma dei miei libri e sul corretto metodo di apprendere (= Bruniana & Campanelliana Supplementi. Bibliotheca Stylensis 21). Serra, Pisa/Rom 2007, ISBN 978-88-6227-001-4 (De libris propriis et recta ratione studendi syntagma).
- Luigi Firpo (Hrsg.): Tommaso Campanella: Poetica. Testo italiano inedito e rifacimento latino. Reale Accademia d’Italia, Rom 1944 (kritische Ausgabe).
- Teresa Rinaldi (Hrsg.): Tommaso Campanella: Metafisica. Universalis philosophiae seu metaphysicarum rerum iuxta propria dogmata liber XIV. Levante, Bari 2000, ISBN 88-7949-234-9 (kritische Edition mit italienischer Übersetzung).